# Johann Georg Vetter
Johann Georg Vetter (* 1681 in Leukershausen; † 1745 auf der Festung Wülzburg bei Weißenburg im Nordgau) war ein deutscher markgräflich-ansbachischer Kartograf und Ingenieurhauptmann.

## Leben
Johann Georg Vetter wurde 1681 in Leukershausen bei Crailsheim als Sohn des aus Dinkelsbühl stammenden evangelisch-lutherischen Pfarrers Johann Georg Vetter und seiner Frau, der Feuchtwanger Bürgermeisterstochter Christina Barbara, geb. Beck, geboren. Er bewarb sich 1710 beim Ansbacher Markgrafen um die Anfertigung von Karten und Beschreibungen aller Oberämter des Fürstentums. Vetter wurde angenommen und zum Landfeldmesser und später zum Ingenieurleutnant ernannt. Seine fertiggestellten Unterlagen verbrannten im Jahr 1719, die Oberamtskarten blieben jedoch erhalten. 1723 begann er die Beschreibungen erneut, 1732 waren alle ein zweites Mal abgeschlossen und als ausführliche Darstellung des Markgraftums Brandenburg-Ansbach unter dem Titel Topographie oder Beschreibung des Burggrafthums Nürnberg Unterhalb Gebürgs in vier Teilen zusammengefasst. 1738 wurde Vetter zum Ingenieurkapitän (Ingenieurhauptmann) befördert. Im Rahmen dieser Arbeiten erstellte er 1717 den ältesten Grundriss-Plan von Fürth. Er starb 1745 auf der Festung Wülzburg nahe der Reichsstadt Weißenburg.

## Galerie

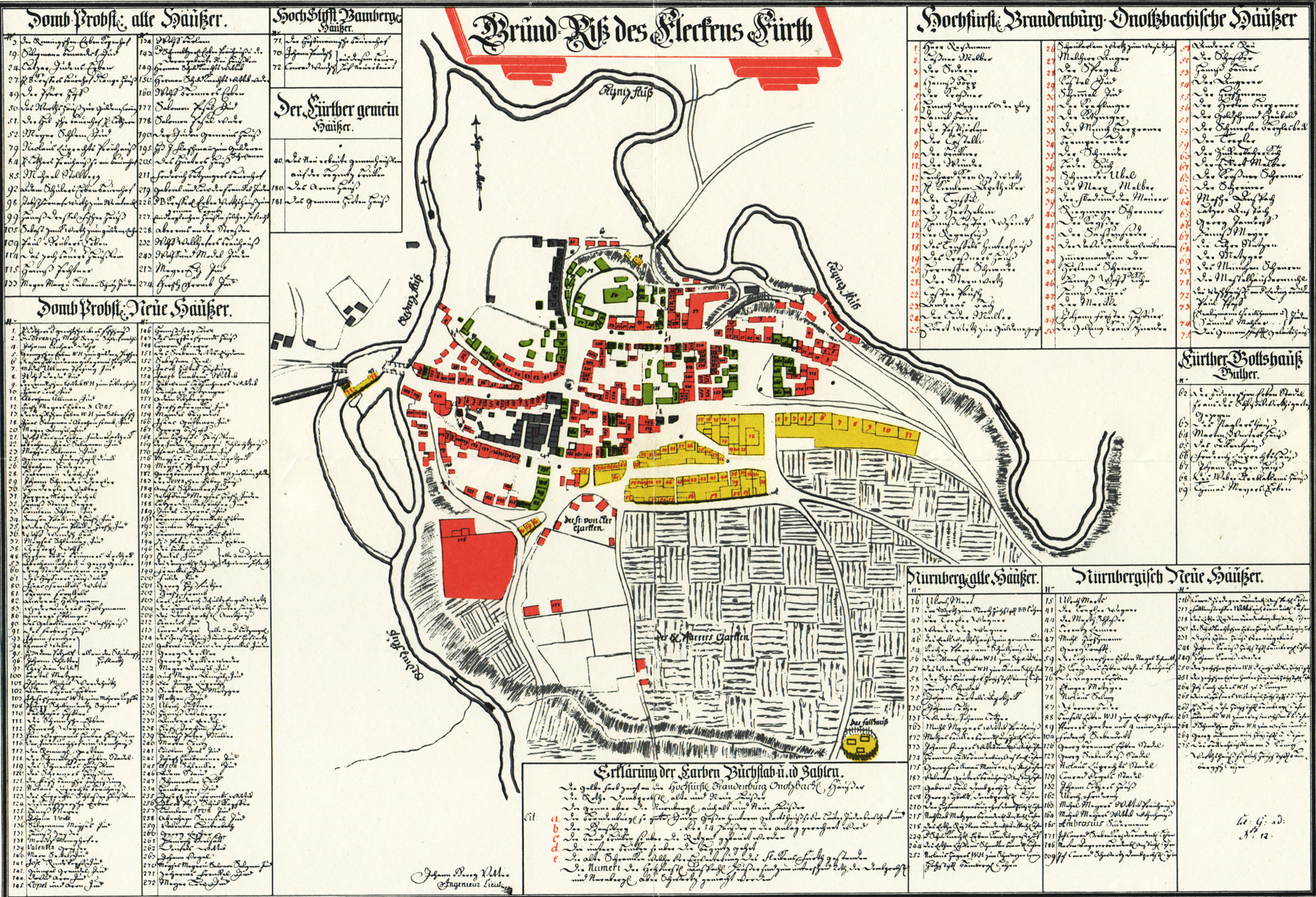
Karte von Fürth, 1717
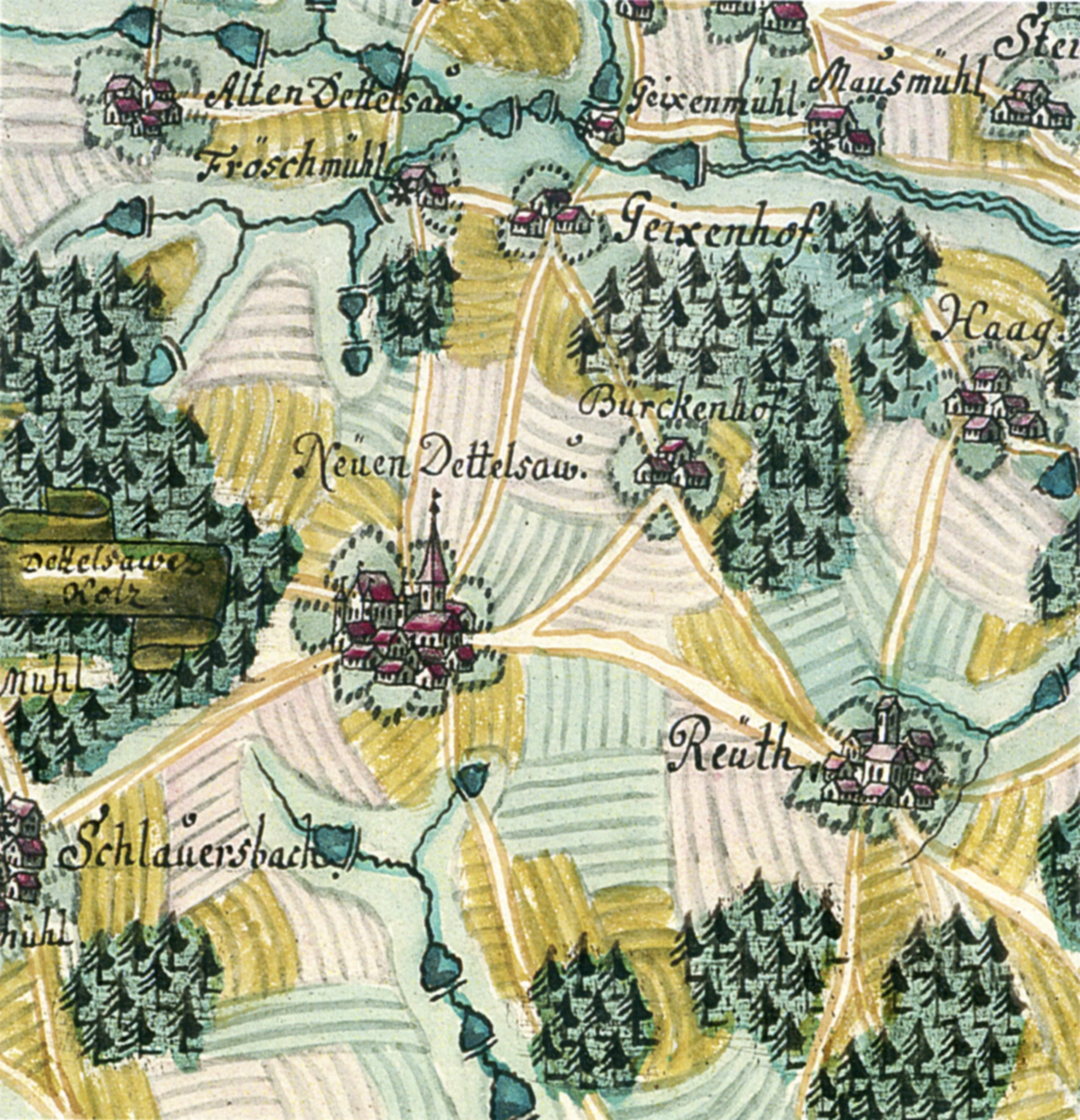
Karte von Neuendettelsau, 1741